# Hurricane, Utah
Hurricane är en stad i Washington County i Utah. Vid 2020 års folkräkning hade Hurricane 20 036 invånare.